# Amphineurion marginatum
Amphineurion marginatum är en oleanderväxtart som först beskrevs av William Roxburgh, och fick sitt nu gällande namn av D.J.Middleton. Amphineurion marginatum ingår i släktet Amphineurion och familjen oleanderväxter. Inga underarter finns listade i Catalogue of Life.